# Цибулівська селищна рада
Цибулі́вська се́лищна ра́да — адміністративно-територіальна одиниця та орган місцевого самоврядування в Монастирищенському районі Черкаської області. Адміністративний центр — селище міського типу Цибулів.

## Загальні відомості
- Населення ради: 4 151 особа (станом на 2001 рік)

## Населені пункти
Селищній раді були підпорядковані населені пункти:
- смт Цибулів
- с. Антоніна

## Склад ради
Рада складалась з 20 депутатів та голови.
- Голова ради: Калашник Юрій Миколайович
- Секретар ради: Кобзар Людмила Іванівна

### Керівний склад попередніх скликань
| Прізвище, ім'я, по батькові   | Основні відомості                                                | Дата обрання | Дата звільнення |
| ----------------------------- | ---------------------------------------------------------------- | ------------ | --------------- |
| Кучеренко Володимир Федорович | Селищний голова, 1955 року народження, освіта вища               | 26.03.2006   | 31.10.2010      |
| Кучеренко Володимир Федорович | Селищний голова, 1955 року народження, освіта вища, безпартійний | 31.10.2010   |                 |

Примітка: таблиця складена за даними сайту Верховної Ради України

### Депутати
За результатами місцевих виборів 2010 року депутатами ради стали:

#### За суб'єктами висування
| Суб'єкт висування                                       | Кількість обраних депутатів | %  |
| ------------------------------------------------------- | --------------------------- | -- |
| Партія регіонів                                         | 11                          | 55 |
| Самовисування                                           | 4                           | 20 |
| Партія «Союз»                                           | 2                           | 10 |
| Політична партія «Сильна Україна»                       | 2                           | 10 |
| Політична партія Всеукраїнське об'єднання «Батьківщина» | 1                           | 5  |

#### За округами
| № округу                                                | Прізвище, ім'я, по батькові       | Дата визнання обраним | Освіта             | Партійна приналежність                        | Відомості про обраного депутата                                 |
| ------------------------------------------------------- | --------------------------------- | --------------------- | ------------------ | --------------------------------------------- | --------------------------------------------------------------- |
| Партія регіонів                                         |                                   |                       |                    |                                               |                                                                 |
| 2                                                       | Гуйван Сергій Станіславович       | 01.11.2010            | середня спеціальна | позапартійний                                 | пенсіонер                                                       |
| 5                                                       | Слівінський Олександр Миколайович | 01.11.2010            | вища               | позапартійний                                 | ПРАТ «Райз-Максимко», економіст                                 |
| 7                                                       | Руденко Павло Володимирович       | 01.11.2010            | вища               | позапартійний                                 | приватне підприємство, ветеринарний лікар                       |
| 8                                                       | Зеленко Ігор Іванович             | 01.11.2010            | середня            | позапартійний                                 | Паливний склад, водій паливного складу                          |
| 9                                                       | Калина Людмила Володимирівна      | 01.11.2010            | вища               | позапартійна                                  | ПРАТ «Райз-Максимко», зав. фермою                               |
| 15                                                      | Йовенко Карпо Петрович            | 01.11.2010            | середня            | позапартійний                                 | пенсіонер                                                       |
| 16                                                      | Цімоха Інна Онуфріївна            | 01.11.2010            | вища               | позапартійна                                  | ПРАТ «Райз-Максимко», бухгалтер                                 |
| 17                                                      | Мудрак Людмила Андріївна          | 01.11.2010            | вища               | позапартійна                                  | Цибулівська середня школа, заступник директор з виховної роботи |
| 18                                                      | Круглий Віталій Леонідович        | 01.11.2010            | середня спеціальна | позапартійний                                 | Цибулівський цукровий завод, нач. зміни                         |
| 19                                                      | Бабаєв Олександр Альбертович      | 01.11.2010            | середня спеціальна | позапартійний                                 | Цибулівський цукровий завод, нач. ТЕЦ                           |
| 20                                                      | Борисов Валерій Вікторович        | 01.11.2010            | середня спеціальна | позапартійний                                 | СТОВ «Людмила», бригадир                                        |
| Партія «Союз»                                           |                                   |                       |                    |                                               |                                                                 |
| 6                                                       | Федорова Ніна Іванівна            | 01.11.2010            | середня спеціальна | позапартійна                                  | Цибулівська селищна рада, спеціаліст бухгалтер                  |
| 14                                                      | Шекір Леся Адамівна               | 01.11.2010            | середня            | позапартійна                                  | Цибулівська середня школа, бібліотекар                          |
| Політична партія Всеукраїнське об'єднання «Батьківщина» |                                   |                       |                    |                                               |                                                                 |
| 11                                                      | Калашник Світлана Володимирівна   | 01.11.2010            | середня спеціальна | член Всеукраїнського об'єднання «Батьківщина» | Цибулівська середня школа, вчитель                              |
| Політична партія «Сильна Україна»                       |                                   |                       |                    |                                               |                                                                 |
| 4                                                       | Рудніцька Наталія Сергіївна       | 01.11.2010            | вища               | член Політичної партії «Сильна Україна»       | Цибулівська селищна рада, спеціаліст                            |
| 13                                                      | Плахотнюк Лариса Вікторівна       | 01.11.2010            | середня спеціальна | позапартійна                                  | Цибулівська селищна рада, спеціаліст                            |
| Самовисування                                           |                                   |                       |                    |                                               |                                                                 |
| 1                                                       | Волошин Микола Дмитрович          | 01.11.2010            | середня спеціальна | позапартійний                                 | пенсіонер                                                       |
| 3                                                       | Бовкун Олена Іванівна             | 01.11.2010            | середня            | позапартійна                                  | Цибулівська селищна рада, спеціаліст землевпорядник             |
| 10                                                      | Приставська Любов Сергіївна       | 01.11.2010            | вища               | позапартійна                                  | Цибулівська селищна рада, головний бухгалтер                    |
| 12                                                      | Кобзар Людмила Іванівна           | 01.11.2010            | середня спеціальна | позапартійна                                  | Цибулівська селищна рада, секретар с/р                          |